# Saint-Jean-de-Touslas
Pour les articles homonymes, voir Saint-Jean.
Saint-Jean-de-Touslas [sɛ̃ ʒɑ̃ də tula] est une ancienne commune française, située dans le département du Rhône en région Auvergne-Rhône-Alpes. Le 1er janvier 2018, la commune fusionne avec Chassagny et Saint-Andéol-le-Château pour donner la commune nouvelle de Beauvallon.

## Histoire
Au cours de la Révolution française, la commune porte provisoirement les noms de Jean-à-Toulas et de Toulas.

## Héraldique
| Blason de Saint-Jean-de-Touslas | Blason  | D'azur au tau, son montant adextré d'une lettre S capitale et senestré d'une lettre J capitale, le tout d'or, au chef du même chargé d'un renard de gueules. |
| Blason de Saint-Jean-de-Touslas | Détails | Le statut officiel du blason reste à déterminer. |

## Politique et administration
La liste suivante est extraite des archives communales de Saint-Jean-de-Touslas.
| Période | Période | Identité               | Étiquette | Qualité |
| ------- | ------- | ---------------------- | --------- | ------- |
| 1789    | 1791    | Barthélemy De Riverie  | SE        |         |
| 1791    | 1792    | Etienne Boiron         | SE        |         |
| 1792    | 1795    | François Besson        | SE        |         |
| 1795    | 1804    | Municipalité Cantonale | SE        |         |
| 1804    | 1805    | Jean Bouchut           | SE        |         |
| 1805    | 1806    | Benoit Fillion         | SE        |         |
| 1806    | 1807    | Jean Baptiste Teillard | SE        |         |
| 1807    | 1811    | Barthélemy De Riverie  | SE        |         |
| 1811    | 1816    | Jean François Chavanne | SE        |         |
| 1816    | 1830    | Henry Heintz           | SE        |         |
| 1830    | 1837    | Jean Benoit Chollet    | SE        |         |
| 1837    | 1848    | Jean Marie Tissot      | SE        |         |
| 1848    | 1857    | Jean Boiron            | SE        |         |
| 1857    | 1866    | Jean Baptiste Teillard | SE        |         |
| 1866    | 1870    | Jean Boiron (fils)     | SE        |         |
| 1870    | 1871    | Jean Aimé Perrot       | SE        |         |
| 1871    | 1889    | Jean Pierre Guinand    | SE        |         |
| 1889    | 1892    | Jean Pierre Potin      | SE        |         |
| 1892    | 1900    | Jean Pierre Targe      | SE        |         |
| 1900    | 1916    | Maurice Potin          | SE        |         |
| 1917    | 1929    | Claude Ollagnier       | SE        |         |
| 1929    | 1941    | François Bertholon     | SE        |         |
| 1941    | 1952    | Jean Claude Gros       | SE        |         |
| 1952    | 1965    | Marius Boiron          | SE        |         |
| 1965    | 1983    | Jean Hervier           | SE        |         |
| 1983    | 1989    | André Sagnard          | SE        |         |
| 1989    | 2001    | Georges Pothin         | SE        |         |
| 2001    |         | Gabriel Villard        | SE        |         |

## Démographie
L'évolution du nombre d'habitants est connue à travers les recensements de la population effectués dans la commune depuis 1793. Pour les communes de moins de 10 000 habitants, une enquête de recensement portant sur toute la population est réalisée tous les cinq ans, les populations de référence des années intermédiaires étant quant à elles estimées par interpolation ou extrapolation. Pour la commune, le premier recensement exhaustif entrant dans le cadre du nouveau dispositif a été réalisé en 2004.

En 2015, la commune comptait 846 habitants, en évolution de +2,55 % par rapport à 2009 (Rhône : +3,93 %, France hors Mayotte : +2,11 %).
| 1793 | 1800 | 1806 | 1821 | 1831 | 1836 | 1841 | 1846 | 1851 |
| ---- | ---- | ---- | ---- | ---- | ---- | ---- | ---- | ---- |
| 400  | 292  | 390  | 436  | 450  | 452  | 450  | 450  | 427  |

| 1856 | 1861 | 1866 | 1872 | 1876 | 1881 | 1886 | 1891 | 1896 |
| ---- | ---- | ---- | ---- | ---- | ---- | ---- | ---- | ---- |
| 409  | 433  | 427  | 430  | 450  | 404  | 431  | 413  | 416  |

| 1901 | 1906 | 1911 | 1921 | 1926 | 1931 | 1936 | 1946 | 1954 |
| ---- | ---- | ---- | ---- | ---- | ---- | ---- | ---- | ---- |
| 401  | 394  | 347  | 293  | 294  | 279  | 294  | 267  | 269  |

| 1962 | 1968 | 1975 | 1982 | 1990 | 1999 | 2004 | 2006 | 2009 |
| ---- | ---- | ---- | ---- | ---- | ---- | ---- | ---- | ---- |
| 280  | 294  | 341  | 517  | 549  | 616  | 670  | 656  | 825  |

| 2014 | 2015 | - | - | - | - | - | - | - |
| ---- | ---- | - | - | - | - | - | - | - |
| 832  | 846  | - | - | - | - | - | - | - |

## Lieux et monuments

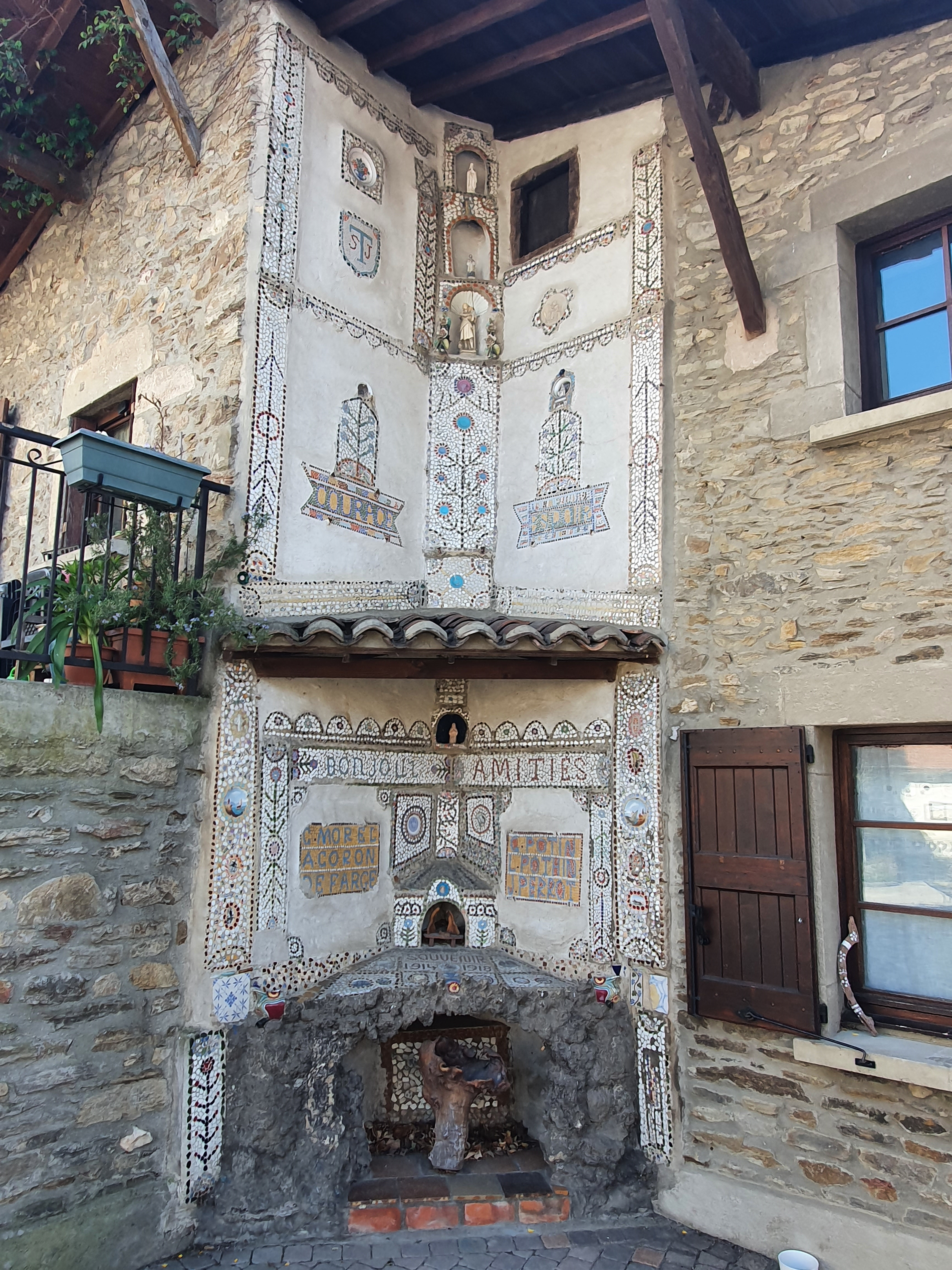
Le monument aux morts.

Le village est connu pour ses décorations de type « art brut » en mosaïques incrustées d'assiettes et autres objets ou matériaux collectés dans les environs, réalisées par l'abbé Pierre Cognet, curé de la paroisse entre 1903 et 1932. Elles ornent l'ancien presbytère et la sacristie ainsi que le monument aux morts (inscrit aux Monuments historiques) créé vers 1919 par l'abbé avec l'aide des enfants du catéchisme dans l'angle de deux maisons faisant face à l'église.

## Personnalités liées à la commune
Jean-Jacques de Boissieu.